# Benešov (distrikt)
Benešov (tjeckiska: Okres Benešov) är ett distrikt i Mellersta Böhmen i Tjeckien. Centralort är Benešov.

## Komplett lista över städer och byar
(städer, köpstäder och byar)
- Benešov
- Bernartice
- Bílkovice
- Blažejovice
- Borovnice
- Bukovany
- Bystřice
- Ctiboř
- Čakov
- Čechtice
- Čerčany
- Červený Újezd
- Český Šternberk
- Čtyřkoly
- Děkanovice
- Divišov
- Dolní Kralovice
- Drahňovice
- Dunice
- Heřmaničky
- Hradiště
- Hulice
- Hvězdonice
- Chářovice
- Chleby
- Chlístov
- Chlum
- Chmelná
- Chocerady
- Choratice
- Chotýšany
- Chrášťany
- Jankov
- Javorník
- Ješetice
- Kamberk
- Keblov
- Kladruby
- Kondrac
- Kozmice
- Krhanice
- Krňany
- Křečovice
- Křivsoudov
- Kuňovice
- Lešany
- Libež
- Litichovice
- Loket
- Louňovice pod Blaníkem
- Lštění
- Maršovice
- Mezno
- Miličín
- Miřetice
- Mnichovice
- Mrač
- Načeradec
- Nemíž
- Nespeky
- Netvořice
- Neustupov
- Neveklov
- Olbramovice
- Ostrov
- Ostředek
- Pavlovice
- Petroupim
- Popovice
- Poříčí nad Sázavou
- Postupice
- Pravonín
- Přestavlky u Čerčan
- Psáře
- Pyšely
- Rabyně
- Radošovice
- Rataje
- Ratměřice
- Řehenice
- Řimovice
- Sázava
- Slověnice
- Smilkov
- Snět
- Soběhrdy
- Soutice
- Stranný
- Strojetice
- Struhařov
- Střezimíř
- Studený
- Šetějovice
- Tehov
- Teplýšovice
- Tichonice
- Tisem
- Tomice
- Trhový Štěpánov
- Třebešice
- Týnec nad Sázavou
- Václavice
- Veliš
- Vlašim
- Vodslivy
- Vojkov
- Votice
- Vracovice
- Vranov
- Vrchotovy Janovice
- Všechlapy
- Vysoký Újezd
- Xaverov
- Zdislavice
- Zvěstov